# Приморский район (Мариуполь)
Примо́рский район Мариуполя — внутригородская административно-территориальна единица города Мариуполя, расположена на юго-западе города, наименьшая среди четырёх районов.

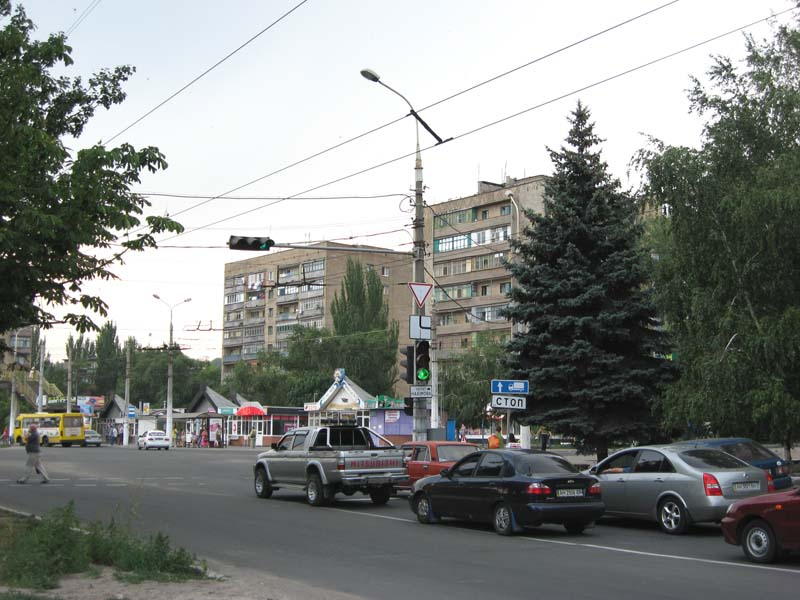
Проспект Адмирала Лунина

Площадь Воинов — освободителей

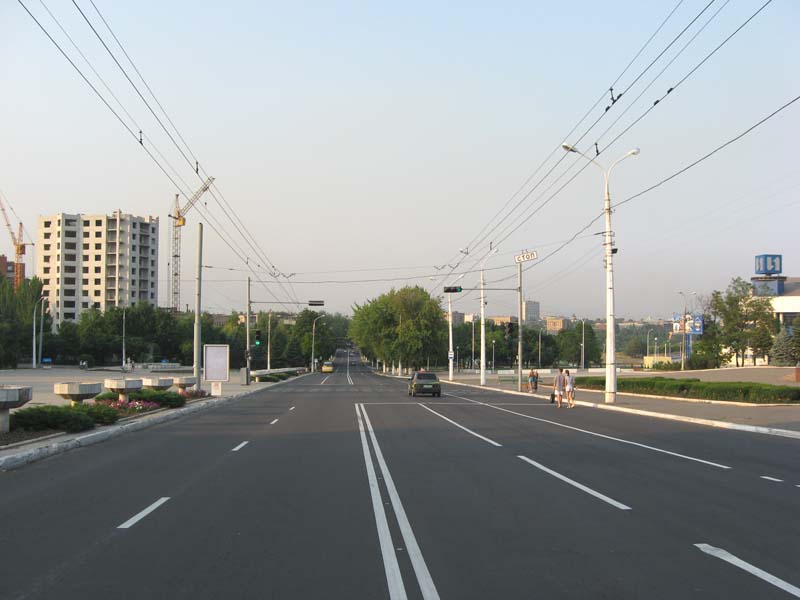
Проспект Нахимова

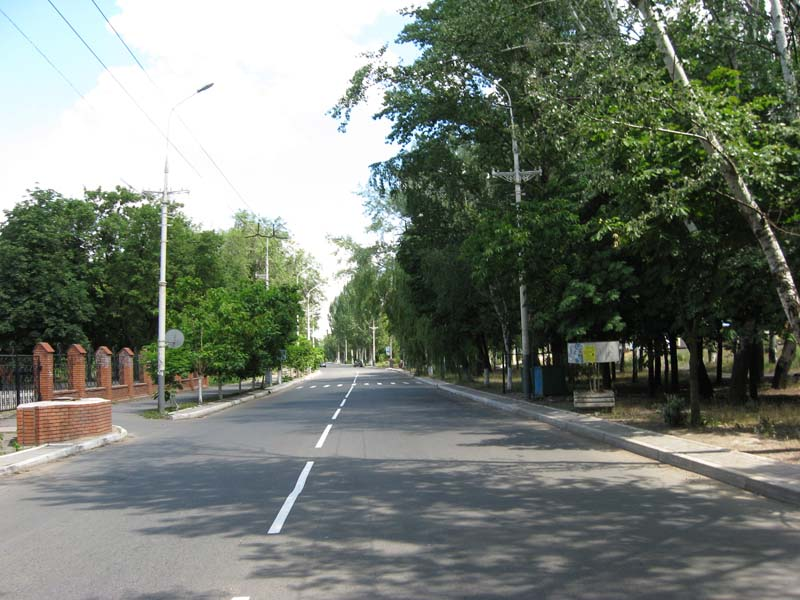
Приморский бульвар

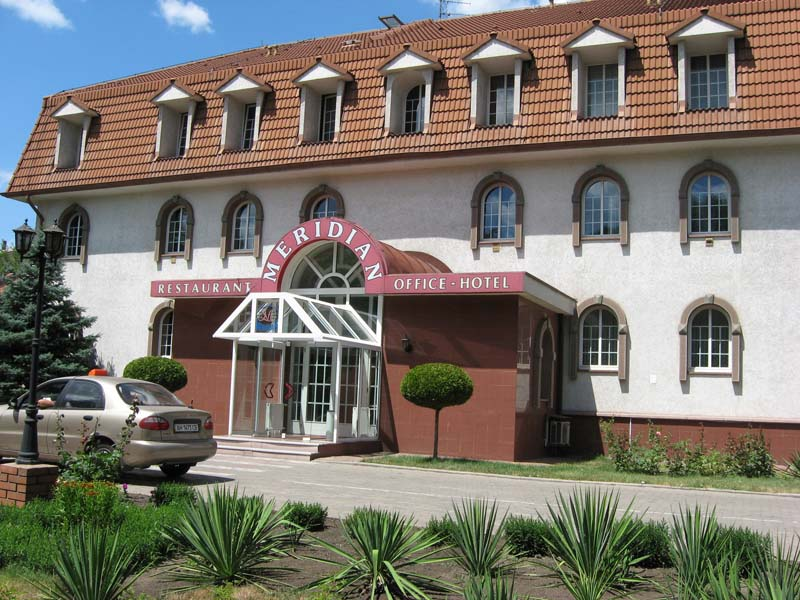
Гостиница «Меридиан»

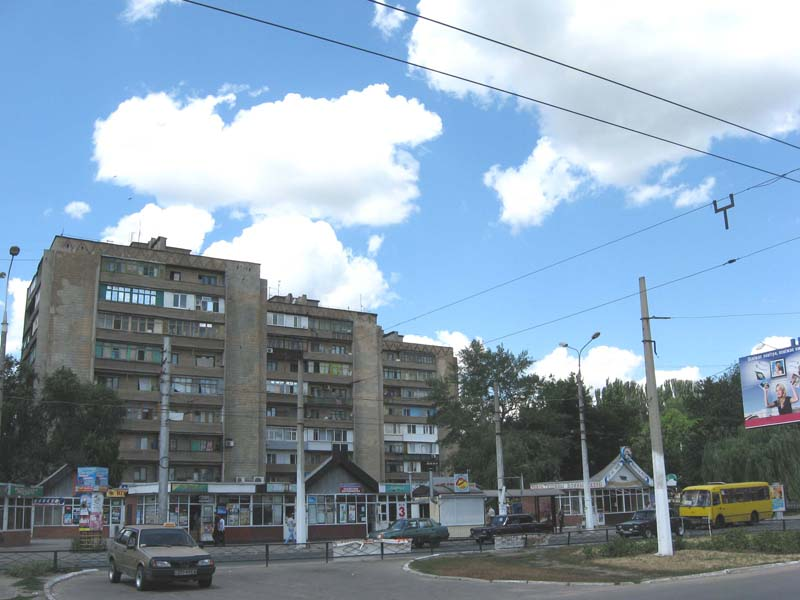
Площадь у Морвокзала

Санаторий-профилакторий «Здоровье» и телевышка

## История
- Организовался из рабочего посёлков вокруг Мариупольского морского порта в 1920-х годах, центром которого до конца 1920-х годов был посёлок Мариуполь-Порт (альтернативное название середины 1920-х годов — «Порт-посёлок»).
- 1 июля 1927 года постановлением центральной административно-территориальной комиссии пгт Мариуполь-Порт включён в городскую черту города Мариуполя.
- 22 июня 1939 года, указом Президиума Верховного Совета УССР, в городе Мариуполе утверждён существующий (с 1937 года ?) Портовско́й райсовет.
- 21 января 1959 года, указом Президиума Верховного Совета УССР, Портовской район города Жданова [Мариуполя] ликвидирован, территория вошла в состав Жовтневого района.
- 16 марта 1967 года, указом Президиума Верховного Совета УССР, (на территории ликвидированного в 1959 году Портовского района) образован Приморский район (из частей Жовтневого района).

## Достопримечательности
- Железнодорожный вокзал Мариуполь (площадь Мичмана Павлова)
- Спорткомплексы «Ильичёвец», «Водник»
- Яхт-клуб «Азовсталь»
- Водные станции «Маркохим», комбината имени Ильича
- Площадь Воинов-Освободителей
- Памятники Освободителям Донбасса, Жертвам Фашизма
- Телевышка Мариупольского телевещания
- Приморский парк
- Мариупольская городская историческая библиотека имени Михаила Грушевского
- Гостиницы: «Меридиан», «Европейская», «Чайка», «Турист»
- Дворец культуры Моряков
- Санатории-профилактории «Здоровье», «Чайка»
- Азовский институт морского транспорта

## Жилые массивы
- Морвокзал
- Черёмушки
- Азовье
- Моряков
- Слободка
- Гавань
- Калиновая Балка
- Зинцева Балка
- Кировка
- Южный
- ПМР-1
- ПМР-2
- ЖМР-3
- ЖМР-4
- ЖМР-5
- ПМР-7
- ПМР-10
- МЖК

## Основные автомагистрали
- проспект Нахимова
- проспект Адмирала Лунина
- проспект Металлургов
- проспект Строителей
- Приморский бульвар
- улица Гагарина
- улица Вторая Слободка
- Флотская улица
- улица Бахчиванджи
- улица Лавицкого
- улица Ушакова
- улица Генерала Латышева
- Новороссийская улица

## Промышленные предприятия
- Мариупольский морской торговый порт
- Азовский судоремонтный завод
- Азовское морское пароходство (ТДФ)

## Городской транспорт
- Троллейбусы: маршруты № 2, 7, 8, 10, 12, 13, 15, 17(см. Мариупольский троллейбус)
- Автобусы № 2, 8А, 10, 15А, 18А, 25, 28А
- Маршрутные такси (№ 101, 105, 111, 114, 114а, 150, 154, 154а, 211)[2]

## Железнодорожные станции и остановки
- Станция Мариуполь
- Станция Мариуполь-Порт

## Галерея

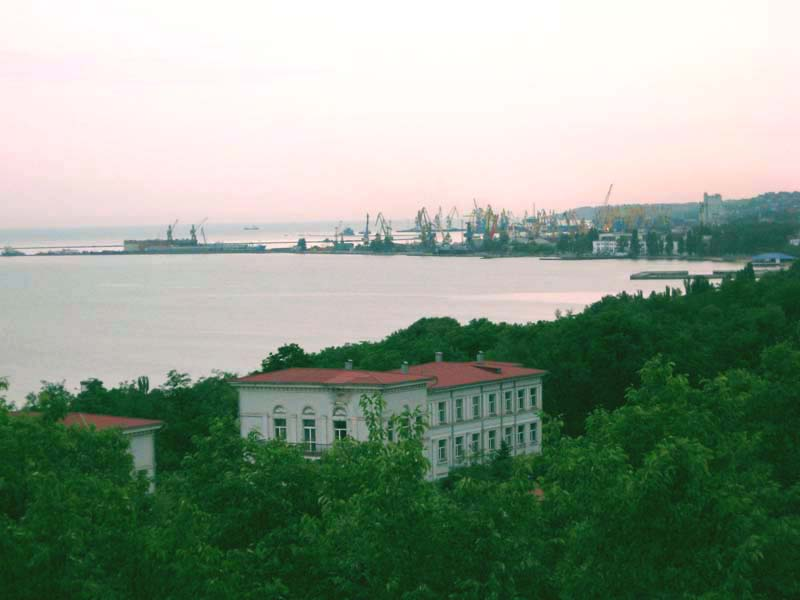
Морской порт и санаторий «Металлург»
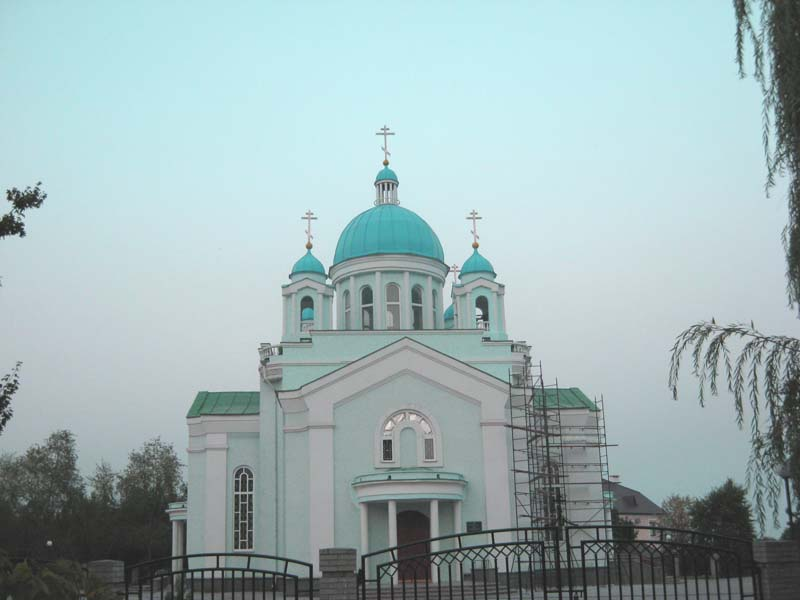
Свято-Николаевская церковь
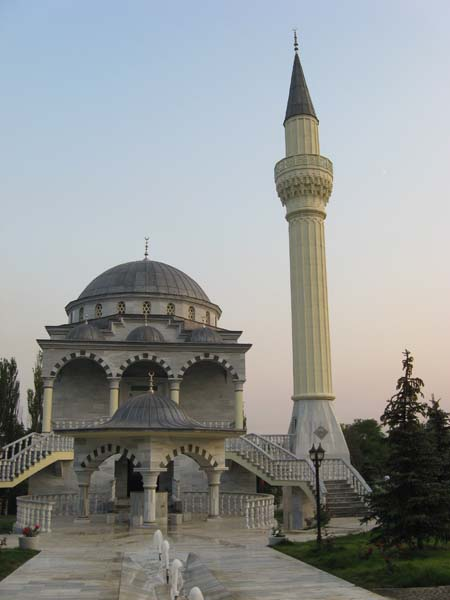
Мариупольская мечеть
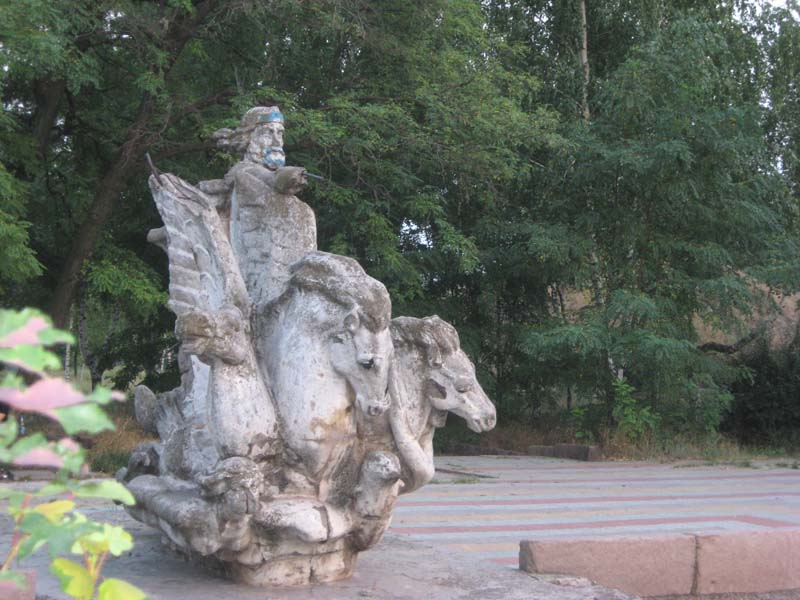
В Приморском парке
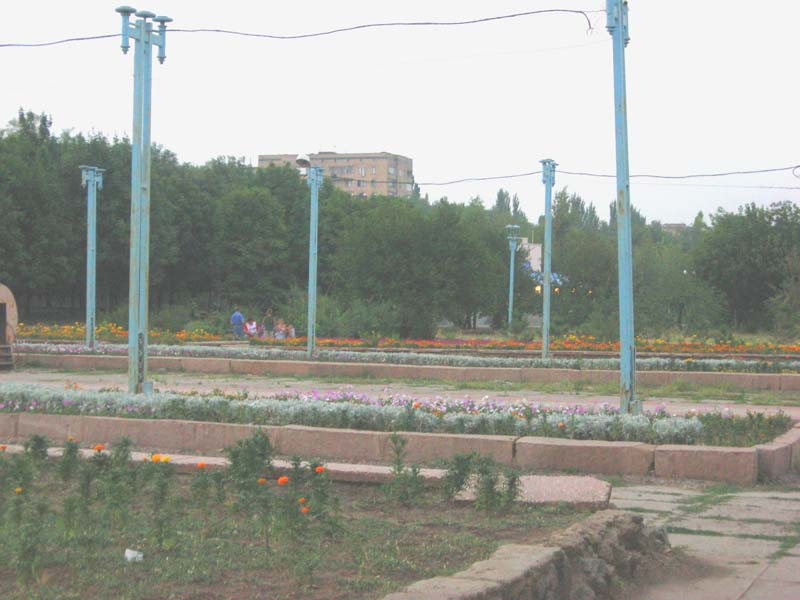
Приморский парк